# Acorduloceridea atriceps
Acorduloceridea atriceps – gatunek błonkówki z rodziny Pergidae.

## Taksonomia
Gatunek ten został opisany w 1949 roku jako Rioana atriceps przez René Malaise. Holotyp (samiec) został odłowiony na górze Corcovado w Rio de Janeiro. W 1990 roku został on włączony do rodzaju Acorduloceridea przez Davida Smitha. 

## Zasięg występowania
Ameryka Południowa, notowany w Argentynie, południowo-wschodniej Brazylii (stany Bahía, Minas Gerais, Parana, Rio de Janeiro i Santa Catarina), Chile oraz Urugwaju.